# Komuz
A komuz (szó szerinti fordítása "hangszer") a kirgiz zenében alkalmazott ősi húros, pengetős hangszer, legközelebbi rokonai a türk húros hangszerek, valamint a lant. A legrégebbi komuz a 4. században készülhetett. A hangszert általában egy darab fából készítik (leggyakrabban barack- vagy borókafából), és három, állati bélből készült húrja van. Nyaka bundozatlan. Mind kísérő-, mind szólóhangszerként használatos. A hangszert ülve, azt vízszintes helyzetben ölben tartva szólaltatja meg a művész.

## Mítoszok
A komuzról számos mítosz maradt fenn. Az egyik szerint Kambarkan, a vadász, az erdőben kóborolt, amikor gyönyörű dallamra lett figyelmes. A dallam forrását keresve egy mókusbélre talált, amely két ág közé feszült ki, és a szél rezegtette. A vadász magával vitte a maradványokat és hangszert készített belőle. Azt is állítják a kirgizek, hogy a fülemüle éneke tulajdonképpen a komuz hangjának utánzása.

## A szovjet időszak
A szovjet időszakban a komuz népszerűsége jelentősen lecsökkent. Primitív hangszernek írták le és kísérletet tettek arra, hogy a hangszert az orosz balalajka formájához közelítsék. A függetlenség elnyerése után Kirgizisztán zenei főiskoláin ismét oktatni kezdték a komuz témakörét, bár a szovjet hatás nem múlhatott el teljesen.

## Külső hivatkozások
- Kirgiz kultúra, zene (angolul)
- A kirgiz zenéről (angolul)
- Kirgiz zene